# Miep Gies

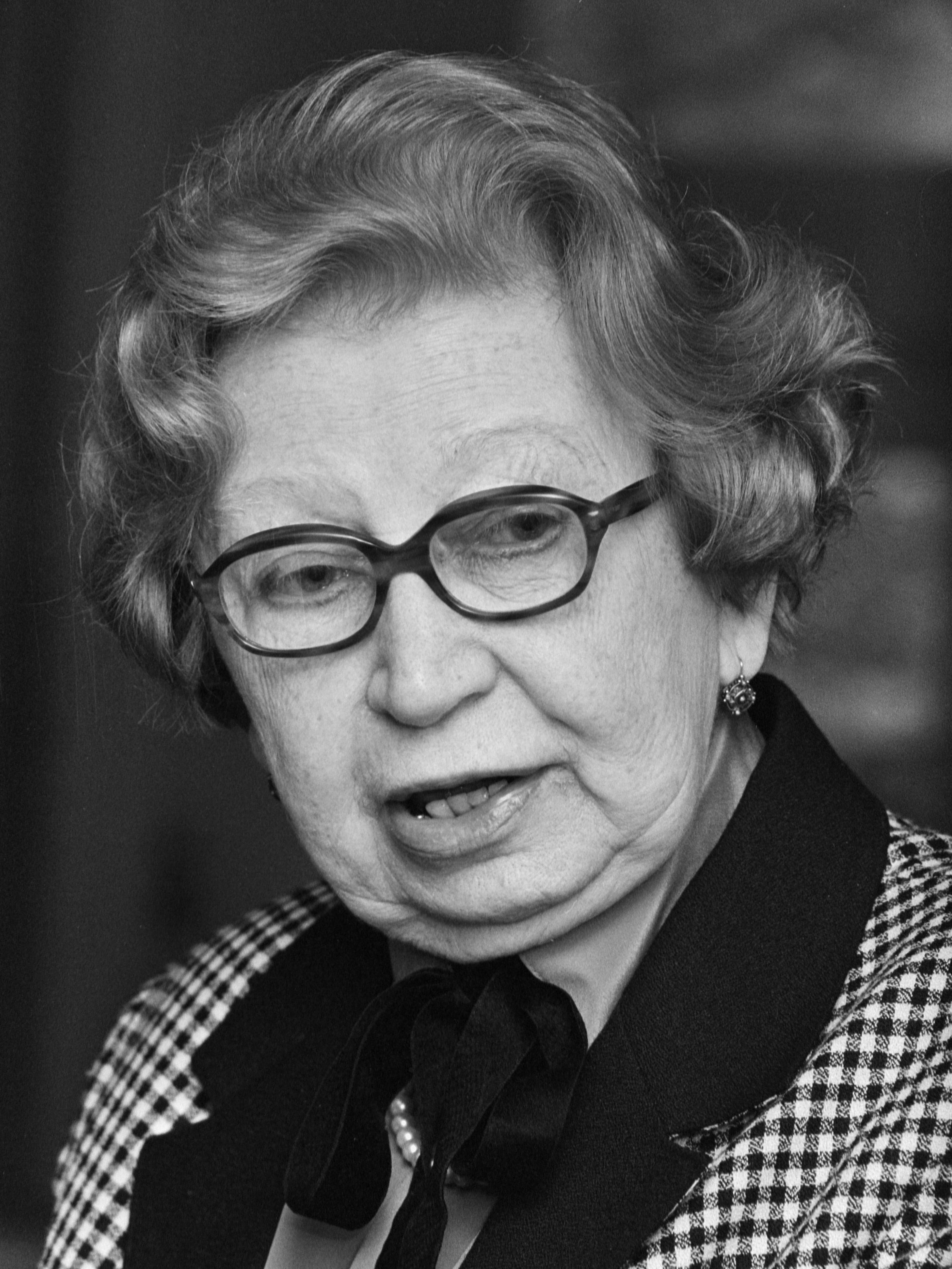
Miep Gies (1987)

Miep Gies (* 15. Februar 1909 in Wien, Österreich-Ungarn als Hermine Santrouschitz; † 11. Januar 2010 in Hoorn, Niederlande) gehörte zu den vier Helfern, die Anne Frank, ihrer Familie sowie der Familie van Pels und Fritz Pfeffer halfen, während des Zweiten Weltkriegs unterzutauchen.

## Frühe Jahre
Die spätere Miep Gies wuchs in armen Verhältnissen auf, weshalb sie 1920 von ihren Eltern im Rahmen eines Projektes zur Unterstützung unterernährter Kinder ins holländische Leiden geschickt wurde. Sie lebte dort bei einer Gastfamilie, zu der sie ein außerordentlich gutes Verhältnis hatte. Dort erhielt sie auch ihren Spitznamen „Miep“. Im Jahr 1922 zog sie mit ihrer Gastfamilie nach Amsterdam. 1933 bewarb sie sich als Sekretärin in Otto Franks niederländischer Filiale der Firma Opekta. Sie erhielt den Posten und es entwickelte sich eine Freundschaft zu Otto Frank, seiner Frau Edith sowie den Töchtern Anne und Margot.

## Verfolgung
Im Mai 1940 wurden die Niederlande von den Deutschen besetzt. Hermine Santrouschitz war eine Gegnerin der Politik Adolf Hitlers und sprach darüber offen mit Otto Frank. Da sie sich weigerte, sich einer niederländischen Nazi-Partei für Frauen anzuschließen, wurde ihr österreichischer Reisepass für ungültig erklärt und sie aufgefordert, nach Österreich zurückzukehren. Sie bemühte sich, die Ehe mit einem Niederländer einzugehen; hierin bestand ihre einzige Chance, im Land zu bleiben. Sie schaffte es innerhalb der ihr verbliebenen drei Monate, ihre dazu nötige Geburtsurkunde aus Österreich, das seit 1938 an das Deutsche Reich „angeschlossen“ war, zu beschaffen und heiratete Jan Gies am 16. Juli 1941, wodurch sie die niederländische Staatsbürgerschaft erhielt und nun offiziell Hermine Gies hieß.
Als die Gefahr für die jüdische Bevölkerung auch in den Niederlanden zunahm, informierte Otto Frank Miep Gies über seine Pläne, mit der gesamten Familie unterzutauchen. Trotz der Gefahr, die auch für sie dadurch entstand, sagte sie ihm sofort ihre Hilfe zu. Am 5. Juli 1942 erhielt Margot Frank die Aufforderung, sich in einem Arbeitslager zu melden. Otto Frank beschloss daraufhin, die Familie und sich selbst unverzüglich im Hinterhaus in der Prinsengracht 263 zu verstecken, was eigentlich erst für einen späteren Termin geplant war. Miep Gies begleitete zunächst Margot, später Otto, Edith und Anne in das Versteck. Später stießen noch die Familie van Pels und Gies’ Zahnarzt Fritz Pfeffer dazu. In den folgenden zwei Jahren half Miep Gies den Familien Frank und van Pels sowie Fritz Pfeffer mit Lebensmitteln und Zeitungen, aber auch mit freundschaftlicher Zuneigung und Ermutigung. Diese Zeit ist besonders detailliert im Tagebuch der Anne Frank wiedergegeben. Zu den Helfenden gehörten noch Johannes Kleiman, Bep Voskuijl und Victor Kugler.
Am 4. August 1944 wurden die Versteckten von der „Grünen Polizei“ entdeckt und verhaftet. Miep Gies war ebenfalls anwesend, konnte aber einer Verhaftung entgehen, indem sie dem Kommissar Karl Josef Silberbauer erklärte, sie sei, wie er auch, aus Wien. Daraufhin sah er von einer Meldung ab, drohte ihr aber sie aufzuspüren, falls sie fliehen sollte. Später versuchte sie, Silberbauer mit Geld zu bestechen, um die Entlassung der Familien Frank und van Pels aus der Haft zu erreichen, die in der Regel den Tod bedeutete. Der Polizist wies diesen Bestechungsversuch zurück, da er „nicht in der Position“ sei, „dies entscheiden zu dürfen“.
Miep Gies betrat noch am Nachmittag nach der Verhaftung das Hinterhaus und rettete die übriggebliebenen persönlichen Gegenstände der deportierten Familien, unter anderem auch die Tagebuchaufzeichnungen von Anne Frank. Diese übergab sie 1945 Otto Frank, der als einziger nach Amsterdam zurückkehrte.

## Nach dem Krieg

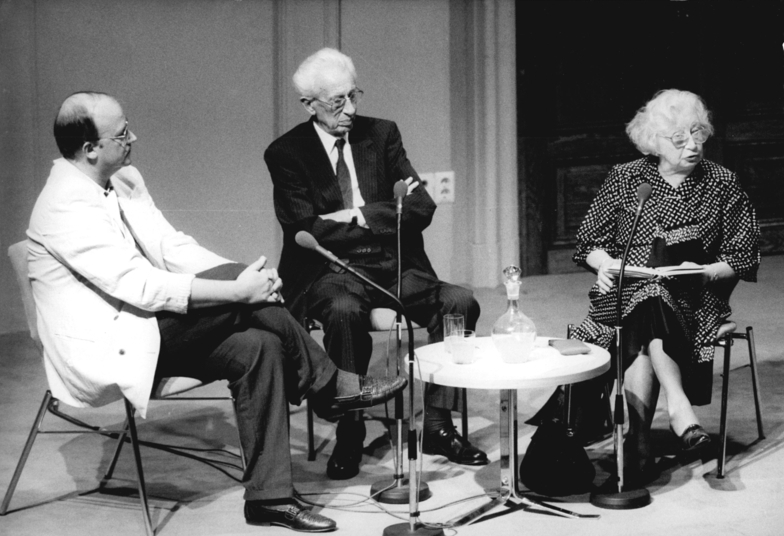
Miep Gies (rechts) und ihr Mann Jan Gies (Mitte) (1989)

1950 brachte sie ihren Sohn Paul zur Welt. Am 26. Januar 1993 starb ihr Ehemann Jan im Alter von 87 Jahren.
Miep Gies lebte zuletzt in guter körperlicher und geistiger Verfassung in ihrem Haus in Hoorn in der Provinz Nordholland. Sie war die letzte noch lebende Helferin, die Anne Frank persönlich gekannt hatte. Bis zu ihrem Tod beantwortete Gies Briefe, die ihr von Lesern des Anne-Frank-Tagebuchs aus aller Welt geschickt wurden. Sie wurde als Zeitzeugin für die Dokumentation Anne Frank – Zeitzeugen erinnern sich von Jon Blair aus dem Jahre 1995 interviewt.
Miep Gies starb im Alter von 100 Jahren am Abend des 11. Januars 2010 nach kurzer Krankheit im Pflegeheim ihres Wohnorts.

## Auszeichnungen
- 1972: Gerechte unter den Völkern zusammen mit ihrem Mann Jan[1]
- 1990: Raoul-Wallenberg-Medaille des Raoul Wallenberg Komitees der Vereinigten Staaten von Amerika[2]
- 1994: Bundesverdienstkreuz 1. Klasse
- 1995: Orden von Oranien-Nassau, Stufe Ritter[3]
- 2009: Goldener Rathausmann (Wien)
- 2009: Großes Ehrenzeichen für Verdienste um die Republik Österreich[4]
- 2009: Benennung eines Asteroiden zwischen Mars und Jupiter mit dem Namen (99949) Miepgies durch die Internationale Astronomische Union (IAU)[5]

## Gedenken
In Wien wurde 2011 eine Parkanlage im 12. Bezirk, Meidling, zwischen dem Kabelwerk und der Trasse der U-Bahn-Linie U6 südlich der U-Bahn-Station Tscherttegasse bzw. zwischen Stüber-Gunther-Gasse und Hoffingergasse nach Miep Gies benannt. Der Miep-Gies-Park befindet sich unweit des Hauses, in dem Hermine Santrouschitz, verheiratete Gies, als Kind gewohnt hat. Auf der 2011 errichteten Parkbenennungstafel wurde ihre Reise in die Niederlande irrtümlich mit 1929 datiert; sie fand 1920 statt.

## Filmische Darstellung
Miep Gies wurde in Spielfilmen von folgenden Schauspielerinnen verkörpert.
- 1959: Das Tagebuch der Anne Frank, USA, dargestellt von Dodie Heath.
- 1980: Das Tagebuch der Anne Frank, USA, dargestellt von Anne Wyndham.
- 1987: Das Tagebuch der Anne Frank, Vereinigtes Königreich, dargestellt von Janet Ansbury
- 2001: Anne Frank – Die wahre Geschichte, USA / Tschechien, dargestellt von Lili Taylor
- 2007: Freedom Writers, Deutschland / USA, dargestellt von Pat Carroll
- 2016: Das Tagebuch der Anne Frank, Deutschland, dargestellt von Gerti Drassl.

## Schriften
- Miep Gies mit Alison Leslie Gold: Meine Zeit mit Anne Frank. Der Bericht jener Frau, die Anne Frank und ihre Familie in ihrem Versteck versorgte, sie lange Zeit vor der Deportation bewahrte – und sie doch nicht retten konnte. (Originaltitel: Anne Frank remembered) Aus dem Amerikanischen übersetzt von Liselotte Julius. Scherz Verlag Bern, München, Frankfurt am Main, Wien 1987, ISBN 3-502-18266-3 und in zahlreichen weiteren Ausgaben und Übersetzungen, zum 100. Geburtstag der Autorin: Fischer Taschenbuch 18367, Frankfurt am Main 2009, ISBN 978-3-596-18367-8 (Erweiterte Ausgabe mit einem neuen Nachwort von Miep Gies, aus dem Englischen neu übersetzt von Irmengard Gabler).